# A lengyel kormány figyelmébe (esszé)
A lengyel kormány figyelmébe (franciául: Considérations sur le gouvernement de Pologne, lengyelül: Uwagi nad rządem Polski) című esszé Jean-Jacques Rousseau utolsó nagy politikaelméleti írása, amelyet 1771–1772-ben lengyel felkérésre, egy új polgári jellegű lengyel alkotmány megalapozásaként írt meg.
Számos értékelő szerint a kései mű időnként meglepően szembekerül mindazokkal az elvekkel és gondolatokkal, amelyeket Rousseau az ismert munkáiban, pl. az 1762-ben írt A társadalmi szerződés (Du Contrat social) című írásában kifejtett. Korábbi radikalizmusa helyébe óvatosság és konzervativizmus lépett. Világlátásának változásával kapcsolatban írta:
Sose feledd, hogy amikor álmokat szősz, két dolgot kell szem előtt tartanod: mi az, amit nyerni akarsz, és mi az, amit nem szeretnél elveszteni.

## Előzmények

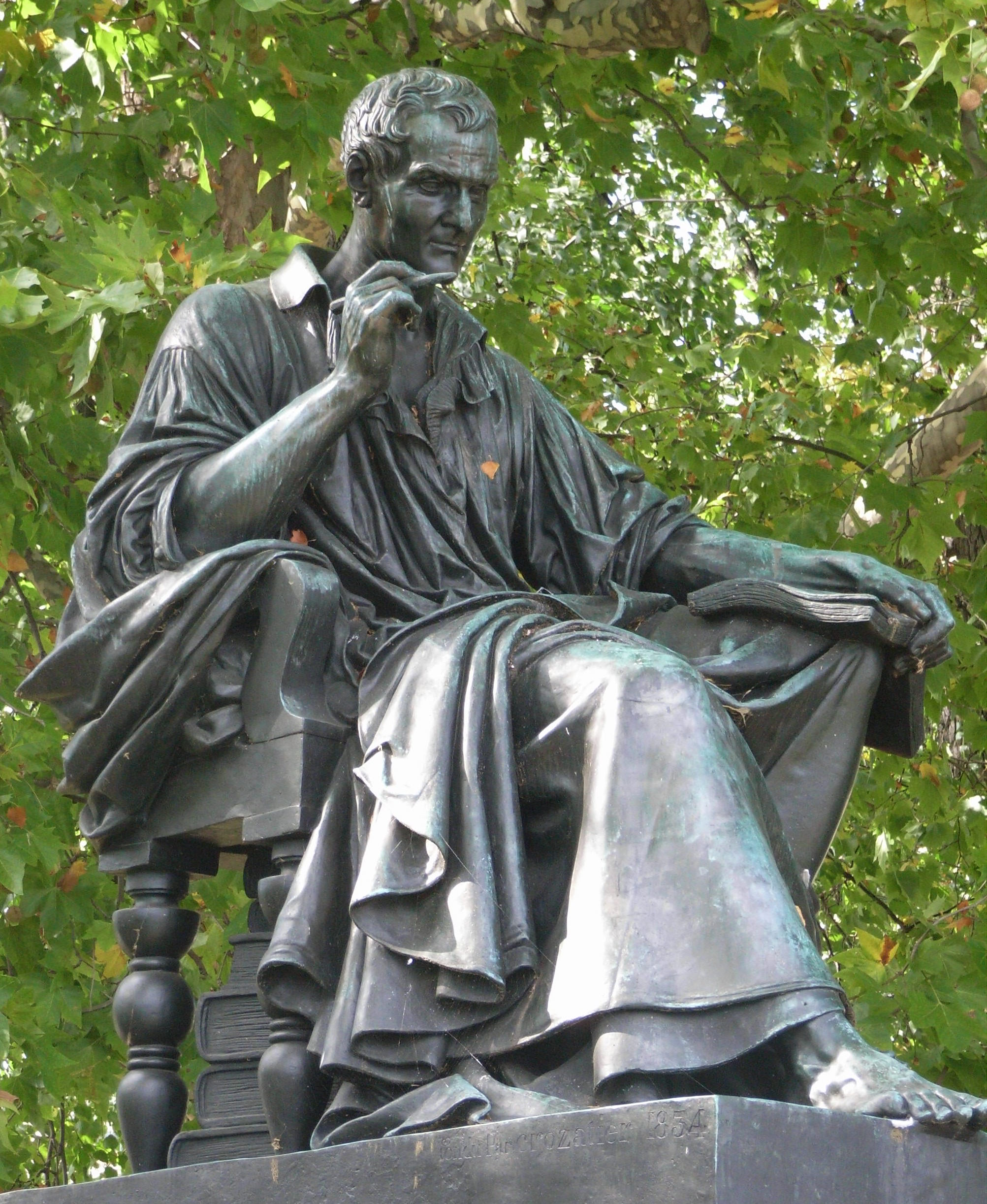
Rousseau szobra Genfben

Az 1770-es évek elején a Lengyel–Litván Unió különös veszéllyel találta szembe magát. Szomszédjai – így különösen az Orosz Birodalom, a Porosz Királyság és a Habsburg Birodalom – a függetlenségének az elvesztésével fenyegették. Hozzáadódott ehhez, hogy a „nemesi aranyszabadságnak” nevezett lengyel politikai és állami rendszerben anarchia alakult ki, mivel a túlzóan demokratikus intézmények gyakran megbénították a döntéshozatalt.
A külső és belső fenyegetéssel szemben a reformer lengyelek megalakították a fegyveres harcra is kész bari konföderációt (1768-1772). Ennek egyik tagja, Michał Wielhorski kereste meg Rousseaut és Gabriel Bonnot de Mablyt, hogy fogalmazzanak meg alkotmányos ajánlásokat az anarchia felszámolása érdekében. 
Mably két részben közölte az ajánlásait. Az elsőt 1770 augusztusában, a másodikat 1771 júliusában. Általában véve radikálisabb és jelentősebb változásokat javasolt Rousseaunál. Utóbbi 1772-re fejezte be a munkáját. Mire elkészült, addigra megtörtént Lengyelország első felosztása, 1772. február 17-én a három hatalom megszállta Lengyelország jelentős részét.
A mű nem jelent meg nyomtatásban Rousseau haláláig (1778).

## Tartalom
- I. FEJEZET. A vizsgált kérdések (État de la question)
- II. FEJEZET. A régi intézmények szelleme (Esprit des anciennes institutions)
- III. FEJEZET. Alkalmazás (Application)
- IV. FEJEZET. Oktatás (Éducation)
- V. FEJEZET. (Vice radical)
- VI. FEJEZET. A kérdés három szintje (Question des trois ordres)
- VII. FEJEZET. Az alkotmány megerősítése (Moyens de maintenir la constitution)
- VIII. FEJEZET. (Du Roi)
- IX. FEJEZET. Az anarchia különös okai (Causes particulières de l’Anarchie)
- X. FEJEZET. A közigazgatás (Administration)
- XI. FEJEZET. A gazdasági rendszer (Système économique)
- XII. FEJEZET. A katonai rendszer (Système militaire)
- XIII. FEJEZET. A fokozatos bevezetésről (Proiet pour assujettir à une marche graduelle tous les membres du Gouvernement)
- XIV. FEJEZET. A királyválasztás (Élection des Rois)
- XV. FEJEZET. Következtetések (Conclusion)

## Fontosabb ajánlások
Az esszé 15 különböző hosszúságú fejezetet tartalmaz. Rousseau az anyanyelvén, franciául írta, de időközben több nyelvre lefordították.
Az egyik alapgondolata az, hogy csak a kisebb államok képesek gyarapodni, míg a nagyobbak anarchiába vagy önkénybe süllyednek. Ebből kiindulva Rousseau azt az ajánlást teszi, hogy Lengyelország minden más reformot megelőzően építsen ki föderális állami berendezkedést, ami a vajdaságokra épül. Felismerve a Lengyelország felosztásával kapcsolatos külső veszélyeket, a reformok egyik előfeltételeként a következőt javasolta: „Ha önök meg kívánják újítani a kormányzást, akkor a határaik szűkítésével kell ezt kezdeni, bár valószínűleg a szomszédjaik már tervbe is vették ezt önök helyett.”

## A mű és Rousseau életműve

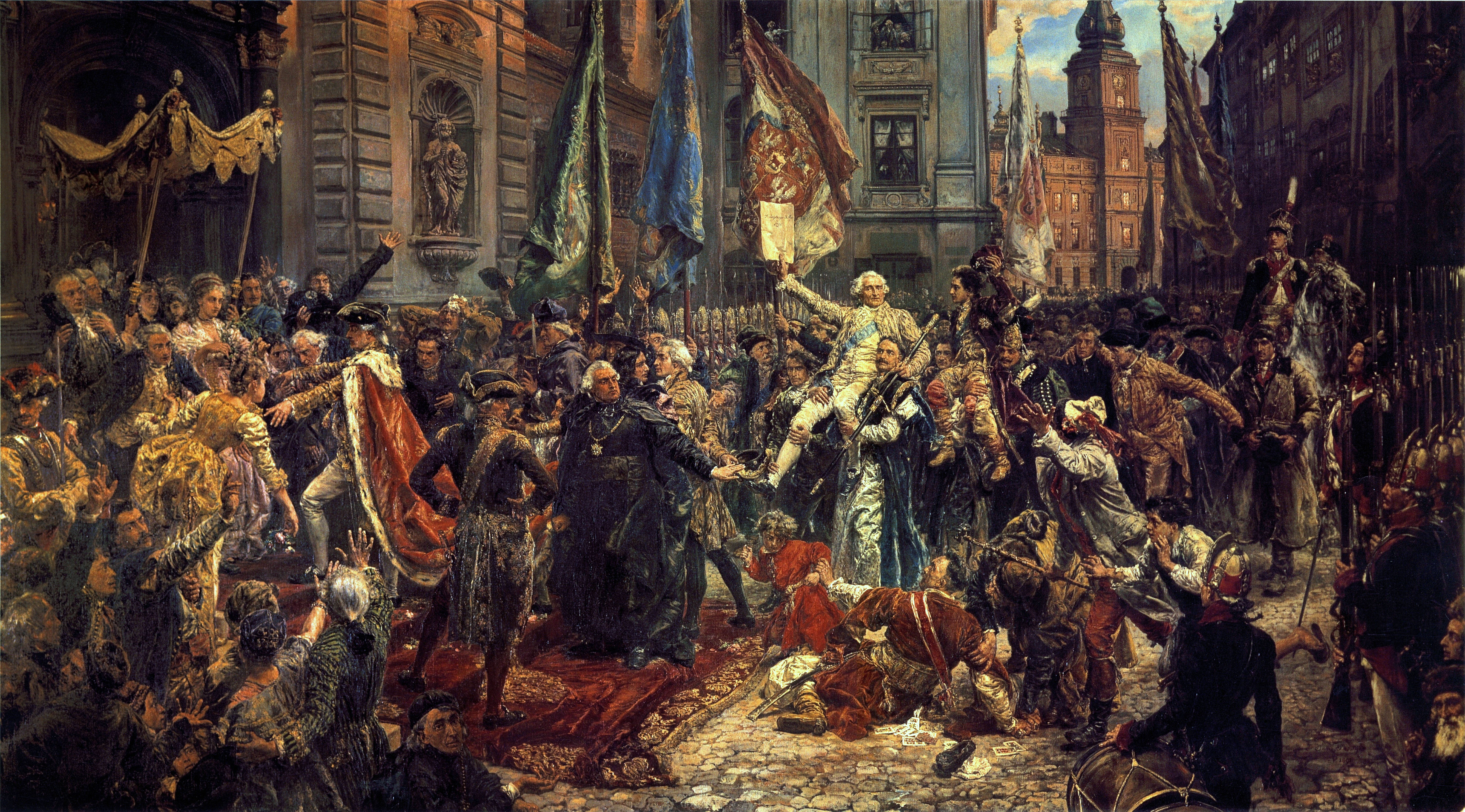
Jan Matejko: Az 1791. május 3-i Alkotmány (1891). Rousseau esszéje az egyik alapja volt a 20 évvel későbbi lengyel kodifikációnak.

Ugyan Rousseau legfontosabb politikai munkájának A társadalmi szerződést tartják, de ez a műve több tekintetben is meghaladja azt. Ebben kísérelte meg ugyanis tisztázni azokat a gyakorlati kérdéseket, amelyek a korábban lefektetett politikai elveivel kapcsolatosak. A mű hasonló a Korzikai Alkotmány című munkájához. Ám azzal ellentétben nem töredékes, hanem részleteiben pontosan kidolgozott. Ennek köszönhetően a legátfogóbb képet adja arról, hogy hogyan képzelte el elvont elméleteinek a gyakorlatban való érvényesülését, s úgy is felfogható, mint politikai gondolkodásának a csúcspontja.
Rousseau munkája hatást gyakorolt a későbbi lengyel kodifikációra, így az 1791. évi május 3-i alkotmányra is, ami a világ második modern kodifikált alkotmánya volt.

## Értékelések
Will Durant írta: „Az első benyomásom a műről az volt, hogy ez az összes elvet sutba vágja, amiért korábban olyan szenvedélyesen harcolt. Aztán öreg fejjel újraolvasva, megértettem, hogy Rousseau (aki a mű írásakor már hatvanéves volt) szintén megöregedett, vagy ahogy szebben mondjuk, időközben bölcsebbé vált. Magyarán ugyanaz az ember, aki egykor elkiáltotta magát, hogy »az ember szabadnak született, és mindenütt láncokat visel«, a mű megírásának idején már arra figyelmeztette a liberum veto által anarchiába sodródott lengyeleket, hogy a szabadság ugyanannyira kísérlet, mint döntés, és sokkal nagyobb önfegyelmet követel meg, mint a külső parancsoknak való egyszerű megfelelés.”
Az esszét teljes terjedelmében nem fordították le magyar nyelvre, egy részletét Kazinczy Ferenc közölte Orpheus című lapjában 1790-ben. Miskolczy Ambrus szerint „Rousseau lengyel programja Kazinczy munkásságában érvényesült. A magyar író híven követte Rousseau azon lengyelekhez intézett útmutatását, mely szerint – a szabadság megvalósításához szükséges nevelés nyomán – mindennek az alapja: »a hazaszeretet rugója és az erény lendülete«”. A mű egyik vezérgondolata tehát, hogy a szabadság és az erős állam megalapozója a hazaszeretetre nevelés. Fordítás híján sem a rousseau-i életműről, sem a lengyel felvilágosodás eredményeiről, sem a magyar jakobinus mozgalomról nem teljes a magyar olvasó képe.

## Külső hivatkozások
- Kazinczy Ferenc: A' törvény-szabásról. (Rousseaunak Gouvernement de Pologne nevű írásából). epa.oszk.hu
- Szauder József: Kazinczy útja a jakobinus mozgalom felé. (Szempontok, adalékok.) Irodalomtudományi Közlemények, 1959. 3-4. sz. 388-402. o. epa.oszk.hu
- Miskolczy Ambrus: Kazinczy Ferenc eredetiségéről (Rousseau, Herder, Kant vonzásában) Valóság Online. valosagonline.hu

## Fordítás
- Ez a szócikk részben vagy egészben a Considerations on the Government of Poland című angol Wikipédia-szócikk ezen változatának fordításán alapul.  Az eredeti cikk szerkesztőit annak laptörténete sorolja fel. Ez a jelzés csupán a megfogalmazás eredetét és a szerzői jogokat jelzi, nem szolgál a cikkben szereplő információk forrásmegjelöléseként.